# Von Schéele
von Schéele är en svensk adlig ätt som troligen tidigare hette Scheel.
Den svenska släkten von Schéele anses härstamma från en adlig ätt Scheel från Rügen och Pommern, där en Martin Scheel var kansler hos hertig Bogislav X av Pommern på 1490-talet, vilken räknas som ättens stamfader internationellt sett. Ätten förde i Tyskland vapen med ett hjorthuvud, med eller utan horn.
Släkten invandrade till Sverige 1710 med Kristian Schéele (1691–1750), som var son till bryggaren och handelsmannen Benjamin Scheele i Anklam och Elisabeth Sutter, och som kom som flykting till Sverige 1710. Han blev först handelsman och sedan bruksägare. Kristian Schéele var gift med Appolonia Pinckhardt, vars far var grosshandlare och klädesfabrikör och modern en ättling till Jacob Näf.
Ätten naturaliserades och adlades 1768 med namnet von Schéele med Kristian Schéeles söner:
- Adam von Schéele, assessor vid Göta hovrätt, (1720–1804).
- Kristian Benjamin von Schéele, bruksägare och senare bergsråd (1721–1799).

Den senare blev stamfader för en gren som varit verksamma som bruksägare av Eckersholm och Göthaström.

## Andra kända medlemmar av ätten
- Frans Adolf von Schéele (1795–1863), bergsman i Värmland, kammarjunkare
- Carl von Schéele (1797–1873), officer och litograf
- Götrik von Schéele (1834–1913), officer och hovman
- Knut Henning Gezelius von Schéele (1838–1920), teolog, biskop i Visby stift
- Frans Alexander von Schéele (1853–1931), skolman, skriftställare
- Carl von Schéele (1869–1942), kemist och ämbetsman
- Åke von Schéele (1925–2020), militär